# Великий утішитель
«Великий утішитель» — радянська кінодрама 1933 року режисера Льва Кулєшова. Прем'єра фільму відбулася 17 листопада 1933 року. В основі фільму — факти з біографії американського письменника О. Генрі і дві його новели. Вважається останнім видатним фільмом Кулешова.

## Сюжет
Продавчиня Дульсі марить про кращий, прекрасний світ. Її мрії грунтуються на розповідях письменника Біля Портера, який розпочав свою літературну діяльність у в'язниці, ставши жертвою судового свавілля. Особливих провин за ним не числиться, він навіть користується правом вільного пересування. Адміністрація цінує письменника: відбуваючи покарання, він складає красиві історії зі щасливим кінцем. Однак незабаром успішному письменникові доводиться зіткнутися з явними несправедливостями, які творять у в'язниці. Так, зокрема, жорстоко б'ють за політичними мотивами одного письменника — Джемса Валентайна. Проте одного разу Валентайну пропонують свободу в обмін на допомогу з розкриттям сейфа. Ця пропозиція дає можливість Портеру думати про швидке позбавлення свого друга від в'язниці. Фантазії на цю тему стають основою для нового оповідання письменника. Але адміністрація в'язниці обіцянки не дотримує, а Валентайн незабаром помирає. Його смерть викликає бунт ув'язнених, незадоволених існуючими порядками. Зруйновано і повітряні замки Дульсі. Прозріла, вона вбиває свого співмешканця — поліцейського детектива. А Біль Портер приходить до висновку, що він неспроможний чинити опір існуючим порядкам, але коли-небудь прийдуть й інші.

## У ролях
- Олександра Хохлова —  Дульсі
- Костянтин Хохлов —  Біль Портер (О. Генрі)
- Галина Кравченко —  Аннабель Адамс
- В. Лопатіна —  Седі / сестра Аннабель
- О. Раєвська —  мати Валентайна
- Іван Новосельцев —  Джиммі Валентайн
- Василь Ковригін —  начальник в'язниці
- Андрій Файт —  Бен Прайс, сищик
- Вейланд Родд —  арештант-афроамериканець
- Андрій Горчилін —  арештант
- Петро Галаджев —  банкір Адамс / репортер
- Михайло Доронін —  шинкар / прокурор / інспектор
- Данило Введенський —  Кроні, наглядач
- С. Сльотов —  2-й наглядач

## Знімальна група
- Режисер — Лев Кулєшов
- Сценаристи — Лев Кулєшов, Олександр Курс
- Оператор — Костянтин Кузнецов
- Композитор — Зиновій Фельдман
- Художник — Лев Кулєшов